# James Joyce
James Augustine Aloysius Joyce (Dublino, 2 febbraio 1882 – Zurigo, 13 gennaio 1941) è stato uno scrittore, poeta e drammaturgo irlandese.
Benché la sua produzione letteraria non sia molto vasta, è stato di fondamentale importanza per lo sviluppo della letteratura del XX secolo, in particolare della corrente modernista. Soprattutto in relazione alla sperimentazione linguistica presente nelle opere, è ritenuto uno dei migliori scrittori del XX secolo e della letteratura di ogni tempo.
Il suo carattere anticonformista e critico verso la società irlandese e la Chiesa cattolica traspare in opere come I Dublinesi o Gente di Dublino (Dubliners, del 1914) - palesato dalle famose epifanie - e soprattutto in Ritratto dell'artista da giovane (A Portrait of the Artist as a Young Man, nel 1917), conosciuto in Italia anche come Dedalus.
Il suo romanzo più noto, Ulisse, è una vera e propria rivoluzione rispetto alla letteratura dell'Ottocento, e nel 1939 il successivo e controverso Finnegans Wake ("La veglia dei Finnegan" o più propriamente "La veglia per i Finnegan") ne è l'estremizzazione. Durante la sua vita intraprese molti viaggi attraverso l'Europa, ma l'ambientazione delle sue opere, così saldamente legata a Dublino, lo fece diventare uno dei più cosmopoliti e allo stesso tempo più locali scrittori irlandesi.

## Biografia

### Infanzia e adolescenza
James Joyce nacque a Rathgar, un elegante sobborgo di Dublino (nell'allora Irlanda britannica), il 2 febbraio del 1882 in una famiglia medioborghese profondamente cattolica, primogenito dei dieci figli sopravvissuti (due dei suoi fratelli perirono infatti di febbre tifoide in età tenerissima) di John Stanislaus Joyce, originario di Cork, e di Mary Jane Murray. Nel 1887, suo padre, dopo aver lasciato il lavoro di doganiere, venne nominato esattore delle tasse dalla Dublin Corporation e perciò la famiglia si trasferí in pianta stabile a Bray, una cittadina ad una ventina di chilometri a sud di Dublino. Qui Joyce venne morso da un cane, episodio all'origine della sua cinofobia; aveva anche una paura spropositata dei temporali, perché una zia molto religiosa gli disse che erano un segno dell'ira di Dio. Le paure avrebbero sempre fatto parte dell'identità di Joyce e, sebbene avesse il potere di superarle, non lo fece mai.
Nel 1891, a 9 anni, scrisse la sua prima opera, un libello rivolto alla figura del nazionalista irlandese Timothy Healy, politico e giornalista, tra i più controversi membri del Parlamento nella Camera dei Comuni del Regno Unito di Gran Bretagna e Irlanda, reo di aver abbandonato nel mezzo di uno scandalo il leader del partito autonomista Charles Stewart Parnell, che morì nel 1891. Con la morte di Parnell l'autonomia irlandese era più lontana e John Joyce, autonomista convinto, era infuriato per questa vicenda, tanto da far stampare alcune copie dell'opera prima del figlio e spedirne una addirittura alla Biblioteca Vaticana. Tutte le copie sono andate perdute.
Nel novembre dello stesso anno John Joyce venne sospeso dal lavoro e non riuscì più a pagare la retta del prestigioso Clongowes Wood College, che James frequentava dal 1888. James studiò per qualche tempo a casa, poi brevemente alla scuola dei Fratelli Cristiani, fino a quando, grazie agli ottimi voti, venne accolto gratuitamente al Belvedere College, un collegio gesuita, anche con la speranza di una vocazione. A sedici anni Joyce aveva già sviluppato il carattere anticonformista e ribelle che lo contraddistinguerà anche in futuro e rifiutava il Cristianesimo, anche se la filosofia di San Tommaso d'Aquino avrà una forte influenza sulla sua vita. Al Belvedere College ottenne ottimi risultati e vinse più di una competizione accademica. Nel 1893 la situazione economica familiare, già precaria, si aggravò e il padre per pagare un debito fu costretto a vendere le proprietà della sua famiglia a Cork. L'alcolismo di John e la sua cattiva gestione delle finanze porteranno ben presto al declino della famiglia.

### Gli anni dell'università
Joyce si iscrisse allo University College di Dublino nel 1898, dove studiò lingue moderne, in particolare inglese, francese e italiano. Manifestò ben presto il suo carattere anticonformista rifiutando di sottoscrivere una protesta contro La contessa Cathleen, un dramma di William Butler Yeats, per alcuni tratti diffamatorio nei confronti dell'Irlanda. In risposta ad alcune provocazioni contro Ibsen (un autore al tempo considerato immorale), in una delle riunioni della Literary and Historical Society, un circolo storico-letterario di cui Joyce faceva parte, il 20 gennaio 1900 tenne un discorso pubblico sul tema Teatro e vita, proponendo proprio Ibsen come modello di riferimento, un autore che per Joyce fu una vera scoperta. Dello stesso autore pubblicherà poco dopo sulla rivista The Fortnightly Review una recensione di Quando noi morti ci risvegliamo per la quale ricevette una lettera di ringraziamento dal drammaturgo norvegese.
Col compenso per la recensione si recò brevemente a Londra con suo padre e, ritornato in Irlanda, si trasferì a Mullingar, dove cominciò la traduzione di alcune opere del drammaturgo tedesco Gerhart Hauptmann, con la speranza che l'Irish Theatre accettasse di rappresentarle, ma la proposta venne declinata perché Hauptmann non era un autore irlandese. Da questa esperienza Joyce trasse spunto per scrivere il pamphlet Il giorno del Volgo, denuncia del provincialismo della cultura irlandese.
Il 31 ottobre 1902 conseguì la laurea. Durante il periodo all'università scrisse anche altri articoli e almeno due commedie che sono andate perdute. Furono anche gli anni delle sperimentazioni letterarie, cui Joyce stesso diede il nome di epifanie, che ritroveremo poi in Gente di Dublino.

### La morte della madre e l'incontro con Nora
Un mese dopo si trasferì a Parigi. L'idea era quella di diventare medico e si iscrisse alla Sorbona ma, nonostante fosse aiutato dalla famiglia e scrivesse recensioni per il Daily Express, visse in povertà. Dopo quattro mesi la madre si ammalò di tumore e Joyce fu costretto a far ritorno in Irlanda. Il breve periodo passato a Parigi terminò qui, ma nonostante le apparenze non fu un completo fallimento. In una stazione ferroviaria fece un'importante scoperta: il romanzo I lauri senza fronde di Édouard Dujardin, in cui l'autore fa uso della tecnica del flusso di coscienza, ampiamente usata nei romanzi più importanti di Joyce.
Nel letto di morte la madre, Mary Jane, preoccupata per l'empietà del figlio, cercò di convincerlo a fare la comunione e a confessarsi, ma Joyce si rifiutò. Quando la madre morì il 13 agosto, dopo essere entrata in coma, Joyce si rifiutò di inginocchiarsi per pregare al suo capezzale con gli altri membri della famiglia. Dopo la morte della madre la situazione familiare peggiorò ulteriormente, nonostante Joyce riuscisse a racimolare qualcosa scrivendo recensioni per il Daily Express, insegnando privatamente e cantando. L'abilità del canto, ereditata dal padre, gli valse la medaglia di bronzo al Feis Ceoil del 1904. Era un apprezzato tenore, tanto che pensò di dedicarsi al canto come attività principale della sua vita.
Il 1904 fu l'anno decisivo per la vita di Joyce. Il 7 gennaio la rivista Dana rifiutò la prima versione del Ritratto dell'artista da giovane, intitolata all'epoca Stephen Hero (Stefano eroe), completando così il nucleo del Ritratto dell'artista da giovane pubblicato nel 1916. Lo stesso anno in Nassau Street incontrò Nora Barnacle, una cameriera di Galway che sarebbe divenuta sua compagna per tutta la vita. La data del loro primo appuntamento, il 16 giugno 1904, è la medesima in cui si svolge l'Ulisse. Lo stesso anno uscì The Holy Office, una raccolta di poesie. A metà estate scrisse i versi che faranno parte di Musica da camera e la rivista The Irish Homestead pubblicò Le sorelle, un racconto che farà poi parte di Gente di Dublino, e nei mesi successivi anche Eveline e Dopo la gara.

### L'esilio dall'Irlanda

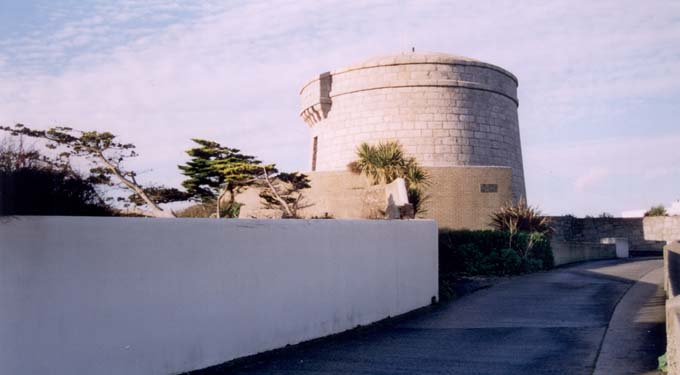
La James Joyce Tower a Sandycove

La sera del 22 giugno 1904, Joyce stava passeggiando con un amico, Vincent Cosgrave, al Saint Stephen Green. Fu in quella occasione che la parola rivolta a una ragazza, apparentemente da sola, scatenò un'aggressione da parte dell'accompagnatore di lei sullo stesso Joyce. Cosgrave rimase immobile, e fu solo l'arrivo di una carrozza guidata da Alfred H. Hunter che pose fine alla zuffa. Hunter era un ebreo vittima di pettegolezzi perché tradito dalla moglie, e diventò il prototipo per Leopold Bloom.
Oliver St. John Gogarty era un amico di Joyce, uno studente di medicina e fu il prototipo di Buck Mulligan, un altro personaggio del romanzo che alloggia in una torre Martello, proprio come Gogarty a Sandycove.
Gogarty era scettico sulle capacità affettive di Joyce, e probabilmente non dette molta importanza all'incontro tra Joyce e Nora avvenuto il 16 giugno 1904. Scrive in Intimations: "Ho sempre percepito James fuori posto quando si trattava di confrontarsi con l'amore. C'era un qualcosa di affettato, tollerante e artificiale sulle poche canzoni d'amore che aveva cantato."
Joyce soggiornò nella torre Martello di Gogarty per alcuni giorni, a partire dal 9 settembre 1904, sinché non avvenne l'incidente degli spari. Dopo che un altro ospite, Samuel G. Trench, si era svegliato nella notte sparando al buio, gridando a un'immaginaria pantera, Gogarty sparò a sua volta colpendo diversi oggetti appesi intorno a loro, tra cui delle pentole sopra il letto di Joyce, il quale raggiunse la notte stessa la famiglia a Dublino. L'8 ottobre 1904 Joyce e Nora partirono per l'esilio auto-imposto che li tenne lontani dall'Irlanda per la maggior parte della loro vita.

### Trieste
Joyce riuscì ad ottenere un posto come insegnante alla Berlitz School di Zurigo attraverso alcune sue conoscenze, ma una volta a Zurigo scoprì di essere stato ingannato e il direttore lo mandò a Trieste, allora facente parte dell'impero austro-ungarico. Neanche a Trieste però Joyce riuscì a trovare un posto disponibile e, con l'aiuto del direttore della Berlitz di Trieste Almidano Artifoni, si assicurò un posto alla Berlitz di Pola. Vi insegnò fino al marzo 1905, quando il vicedirettore della Berlitz riuscì nuovamente a farlo trasferire a Trieste. Nonostante il periodo travagliato, Joyce portò a termine alcuni racconti che faranno poi parte di Gente di Dublino e la seconda stesura della raccolta di versi Musica da camera.
Dopo la nascita di Giorgio, il primogenito di Joyce e Nora, la famiglia ebbe bisogno di più soldi e, con la scusa della nostalgia e l'offerta di un posto come insegnante, Joyce invitò a Trieste suo fratello Stanislaus, il quale accettò. La loro convivenza però non fu semplice perché la frivolezza con cui Joyce spendeva il loro denaro e la sua condizione di alcolizzato non piacevano a Stanislaus.
Nel 1906 il desiderio di viaggiare portò Nora e Joyce a Roma, con il figlio Giorgio. Vi trovò un posto da impiegato alla Nast, Kolb & Schumacher Bank. Soggiornarono in via Frattina 52 da agosto a dicembre dello stesso anno, ma ben presto, delusi dalla città, ritornarono a Trieste. Comunque, nel poco tempo libero dal lavoro bancario, Joyce scrisse l'ultimo racconto di Gente di Dublino, I morti.
Nel 1907 scrisse qualche articolo per Il piccolo della sera e si offrì come inviato in Irlanda per il Corriere della Sera, un'offerta che venne declinata. Nei primi di maggio dello stesso anno venne pubblicato Musica da camera. Subito dopo la pubblicazione, la salute di Joyce subì un colpo. Oltre ai problemi di cuore, agli incubi e all'irite, contrasse una forma di febbre reumatica che lo debilitò per molti mesi, riducendolo inizialmente quasi alla paralisi. Il 27 luglio nacque Lucia, la seconda figlia di Joyce e Nora.
A Trieste Joyce tenne spesso lezioni private, durante le quali frequentò i figli della nobiltà del luogo e conobbe Italo Svevo, un altro prototipo di Leopold Bloom, tanto che molti dettagli sull'ebraismo inclusi in Ulisse gli furono riferiti proprio da Svevo.
Nell'agosto del 1908 persero il terzo figlio in seguito ad un aborto. Nello stesso periodo Joyce prese lezioni di canto al Conservatorio di Musica di Trieste e l'anno successivo prese parte all'opera I maestri cantori di Norimberga di Richard Wagner.
Nel 1909 Joyce ritornò brevemente a Dublino per far conoscere Giorgio alla famiglia, lavorare alla pubblicazione di Gente di Dublino e conoscere la famiglia di Nora. Il mese dopo era nuovamente a Dublino per conto di un proprietario di sale cinematografiche con lo scopo di aprire un cinema in città, di nome Volta. Riuscì nell'intento, ma quello che all'inizio fu un successo si rivelerà un fallimento. Ritornò a Trieste con la sorella Eileen, che avrebbe passato il resto della vita fuori dall'Irlanda.
Nell'aprile del 1912 si recò a Padova per sostenere gli esami di abilitazione all'insegnamento nelle scuole italiane, ma nonostante il buon esito il suo titolo di studio non venne riconosciuto in Italia. Nell'estate dello stesso anno ritornò a Dublino ancora una volta per la pubblicazione di Gente di Dublino, ma non ottenne i risultati sperati. Nonostante i ripetuti inviti di William Butler Yeats, non rimetterà più piede in Irlanda.
L'anno successivo conobbe nella città adriatica Ezra Pound, grazie al quale pubblicò a puntate Ritratto dell'artista da giovane sulla rivista The Egoist. Nel 1914 uscirono in volume i racconti di Gente di Dublino e iniziò a lavorare ad Ulisse (compose a Trieste i primi tre capitoli), ad Esuli, l'unico dramma di Joyce (che vedrà la luce nel 1918) ed al poemetto in prosa Giacomo Joyce (l'unica sua opera interamente ambientata a Trieste).
In quel periodo, Joyce iniziò a frequentare assiduamente gli ambienti culturali della città: fra l'altro, divenne ospite fisso del Caffè San Marco, allora ritrovo degli intellettuali triestini, dove talvolta si recava a lavorare alle sue opere.
Dopo lo scoppio della prima guerra mondiale alcuni amici della borghesia triestina lo aiutarono a fuggire a Zurigo, dove conobbe Frank Budgen, che diventò un consulente nella stesura di Ulisse e Finnegans Wake, e, ancora grazie a Pound, dell'editore Harriet Shaw Weaver, che gli permise negli anni successivi di dedicarsi solamente alla scrittura, abbandonando quindi l'insegnamento.
Nel 1918 la rivista statunitense Little Review pubblicò alcuni capitoli dell'Ulisse. Nel 1920 Ezra Pound lo invitò a Parigi. Joyce era ritornato l'anno prima a Trieste, ma aveva trovato la città molto cambiata e i rapporti con suo fratello erano ancora molto tesi; quindi non esitò a recarsi a Parigi. Inizialmente doveva rimanerci una settimana, ma vi rimase vent'anni.

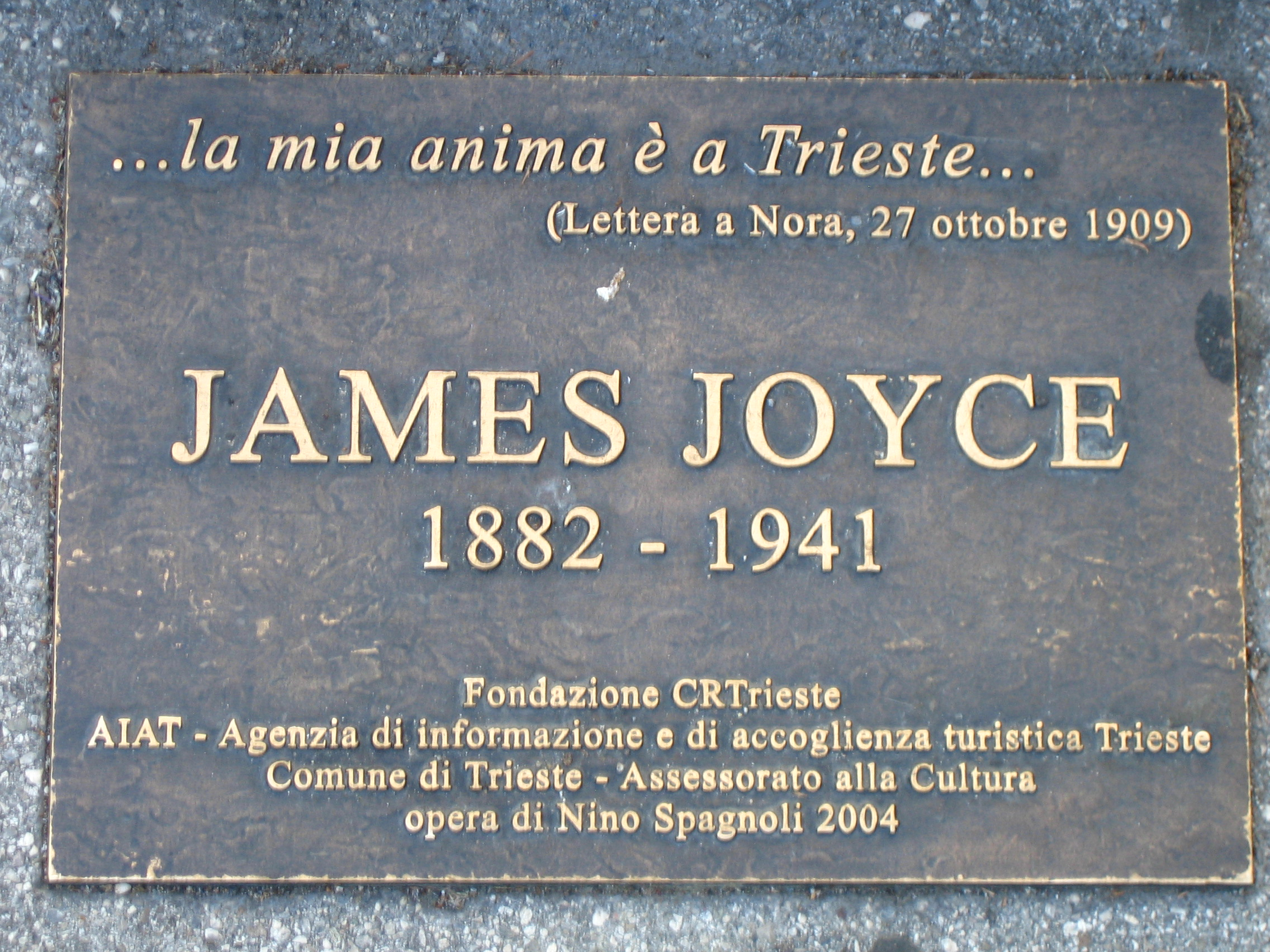
"... la mia anima è a Trieste ...", James Joyce, lettera a Nora, 27 ottobre 1909

### Parigi e Zurigo
Nel 1921 terminò la stesura di Ulisse, che venne pubblicato dall'editore Sylvia Beach il 2 febbraio 1922, giorno del quarantesimo compleanno di Joyce. L'anno successivo iniziò la stesura di Work in progress, che occupò i sedici anni successivi ed uscì nel 1939 col titolo Finnegans Wake. Nel 1927 pubblicò la raccolta Poesie da un soldo e l'anno successivo si sottopose ad un'operazione agli occhi. Nel 1931 a luglio Joyce si sposò a Londra con Nora per ragioni testamentarie e il 29 dicembre dello stesso anno morì il padre.
In questi anni Lucia manifestò i primi sintomi di schizofrenia. Lucia divenne la musa di Joyce nella stesura di Finnegans Wake, e Joyce stesso cercherà di tenerla con sé il più possibile.
Dopo l'uscita di Finnegans Wake, sia per le dure critiche al romanzo che per l'invasione nazista di Parigi, la depressione di cui già soffriva Joyce si accentuò. Dovette inoltre sottoporsi ad ulteriori interventi oculistici per l'insorgenza di cataratta e glaucoma. Alla fine del 1940 si trasferì a Zurigo, dove l'11 gennaio 1941 venne operato per un'ulcera duodenale.
Il giorno successivo entrò in coma e morì alle due del mattino del 13 gennaio 1941. Il suo corpo venne cremato e le sue ceneri si trovano al cimitero di Fluntern, come quelle di Nora e di suo figlio George. Lucia morì nel 1982 al St. Andrews Hospital a Northampton, in Inghilterra, dove aveva trascorso gran parte della sua vita.

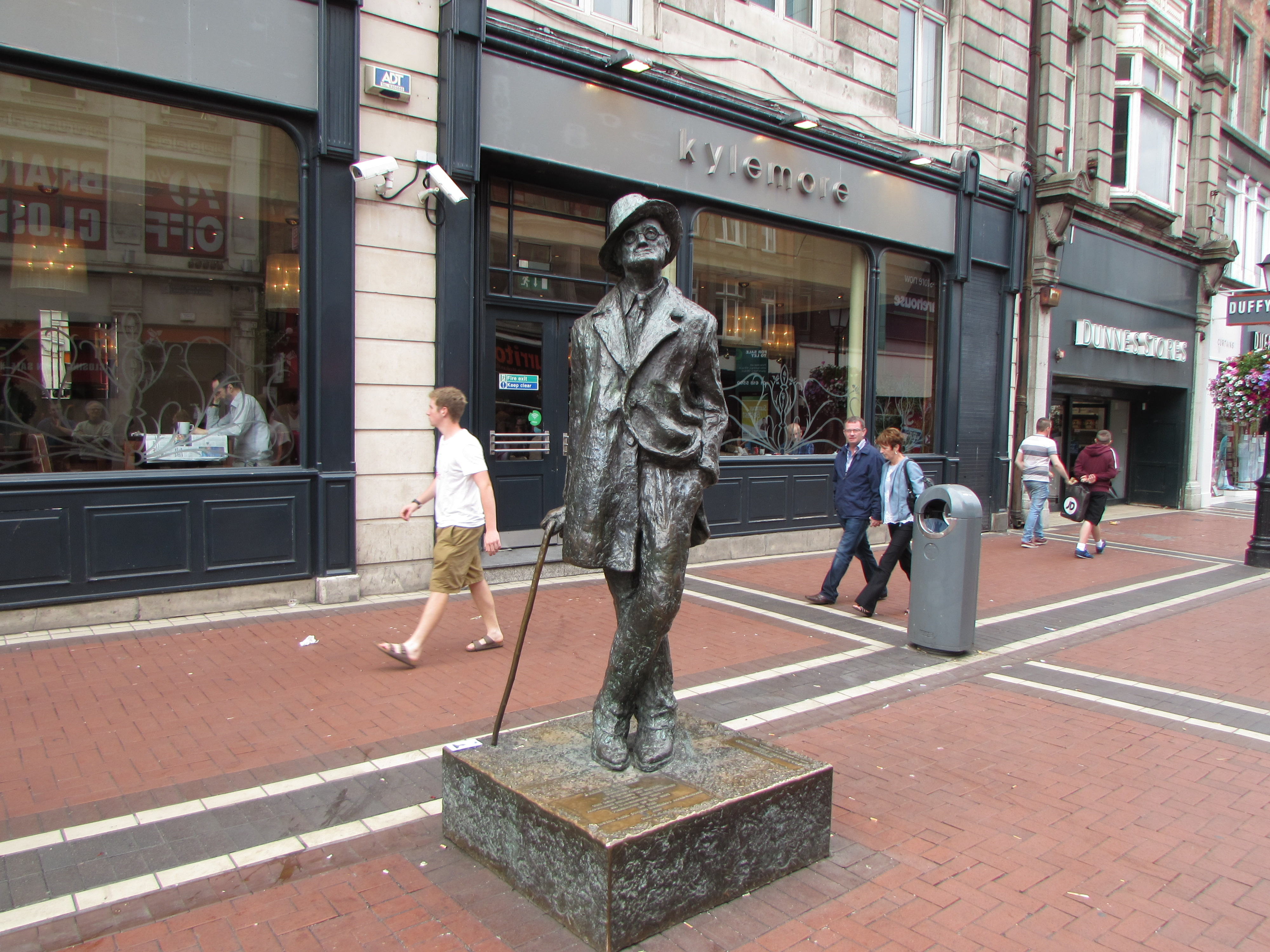
Statua di James Joyce in Earl Street a Dublino

Nel 1985 fu creata la Fondazione James Joyce di Zurigo, un archivio, centro di documentazione con biblioteca specializzata e museo letterario, che mantiene viva la memoria della vita e dell'opera dello scrittore irlandese, con particolare attenzione al suo stretto legame con la città di Zurigo.

## Joyce e la religione
L.A.G. Strong, William T. Noon e altri hanno sostenuto che Joyce, da adulto, si sia riconciliato con la fede che aveva ripudiato da giovane, che questa sua separazione dalla fede sia stata seguita da una non tanto scontata riconciliazione, e che Ulisse e Finnegans Wake siano essenzialmente espressioni del cattolicesimo del loro autore.
Allo stesso modo, Hugh Kenner e T.S. Eliot videro tra le righe dell'opera di Joyce la manifestazione di un autentico spirito cristiano e sotto l'apparenza delle posizioni dei suoi lavori la sopravvivenza di un credo e di un atteggiamento cattolico. Kevin Sullivan sostiene che, anziché riconciliarsi con la fede, Joyce in realtà non l'abbandonò mai. I critici che caldeggiano questa tesi insistono che Stephen, il protagonista del semi-autobiografico Ritratto dell'artista da giovane e di Ulisse, non rappresenta Joyce.
In maniera alquanto criptica, in un'intervista concessa dopo aver completato Ulisse, in risposta alla domanda "Quando ha abbandonato la Chiesa cattolica", Joyce rispose: "Sta alla Chiesa dirlo". Eamonn Hughes osserva che Joyce mantenne un approccio dialettico, sia assentendo sia negando, dicendo che il detto famoso di Stephen "non serviam" è precisato con "Io non mi renderò servo di ciò in cui non credo", e che il "non serviam" è sempre bilanciato dal detto di Stephen "io sono un servo..." e dal "sì" di Molly.
Umberto Eco paragona Joyce agli antichi episcopi vagantes del Medioevo. Essi ci hanno lasciato una disciplina, non un'eredità culturale o un modo di pensare. Come loro, lo scrittore pensa che nella blasfemia sia contenuto il senso di un rituale liturgico. In ogni caso, abbiamo testimonianze di prima mano che provengono dal più giovane dei Joyce, suo fratello Stanislao, e da sua moglie:
(Dalla lettera di Joyce a Nora Barnacle del 29 agosto 1904)
(Dal saggio Il guardiano di mio fratello, di Stanislao Joyce, Londra, 1982)
Quando si stavano facendo i preparativi per il funerale di Joyce, un prete cattolico si offrì per celebrare un rito religioso, che la moglie di Joyce, Nora, rifiutò, dicendo: "Non posso fargli questo". Comunque, diversi critici e biografi hanno condiviso la loro opinione con queste parole di Andrew Gibson:

## Opere maggiori

### Gente di Dublino

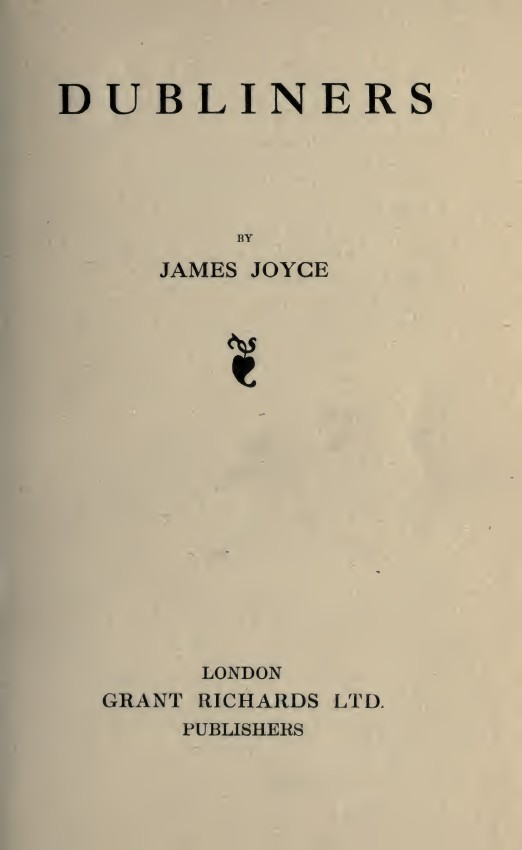
Dubliners, 1914

La celebre raccolta di racconti è un sunto delle sue esperienze vissute a Dublino, della quale fa una spietata e penetrante analisi mettendo in evidenza, attraverso le famose epifanie (termine usato dallo scrittore per identificare dei particolari momenti di intuizione improvvisa presenti nella mente dei suoi personaggi; è un momento in cui un'esperienza, sepolta da anni nella memoria, sale in superficie nella mente riportando tutti i suoi dettagli e tutte le sue emozioni. In altre parole è un evento che risveglia un ricordo ormai sepolto e dimenticato), la stagnazione e la paralisi della città.
Il racconto più celebre, I morti, è diventato un film nel 1987, The Dead - Gente di Dublino, diretto da John Huston.

### Ritratto dell'artista da giovane
Ritratto dell'artista da giovane è il risultato di una difficile elaborazione. La storia è di carattere autobiografico e racconta la crescita di un ragazzo attraverso l'infanzia e gli anni del collegio fino al suo abbandono dell'Irlanda.
Il giovane inizialmente ha una vocazione religiosa, poi rifiuta la religione per seguire la sua vocazione artistica. La sua maturazione interiore coincide con la maturazione dello stile nell'opera.

### Esulie la poesia
Nonostante fosse inizialmente interessato al teatro Joyce pubblicò un solo dramma, Esuli, nel 1917. La vicenda ruota attorno alla relazione tra marito e moglie e trae ispirazione da I morti, l'ultimo racconto di Gente di Dublino, ma anche dal corteggiamento che un amico di infanzia di James, Vincent Cosgrave, stava tentando nei confronti di Nora.
La prima raccolta di poesia pubblicata da Joyce è The Holy Office, un duro attacco ai suoi contemporanei, incluso Yeats, dal quale traspare l'orgoglio della propria diversità. La seconda raccolta di poesie è Musica da camera (1907), composta da 36 poesie, nel 1912 pubblicò Gas From a Burner e nel 1927 le celebri Poesie da un soldo. Nel 1932 scrisse, in ricordo del padre e per celebrare la nascita del nipote, Ecce Puer.

### Ulisse

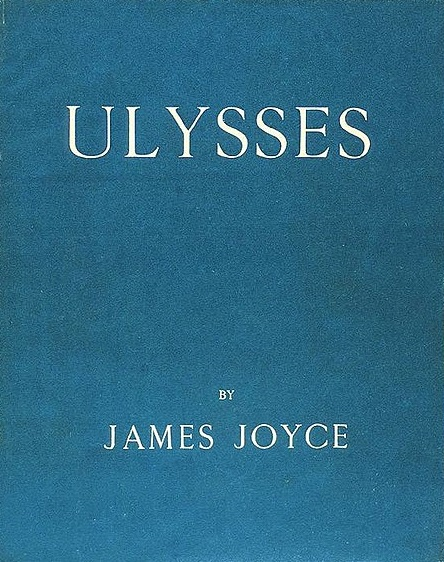
Ulysses

Ulisse doveva inizialmente essere un racconto di Gente di Dublino, ma l'idea venne abbandonata. Nel 1914 Joyce iniziò un romanzo che terminerà sette anni dopo, nell'ottobre 1921. Dopo altri tre mesi dedicati alla revisione Ulisse uscì il 2 febbraio 1922.
Il romanzo si articola in diciotto capitoli, ognuno dei quali ha delle caratteristiche peculiari nello stile, occupa una particolare ora della giornata ed è un parallelo con l'Odissea, come i personaggi stessi, che restano comunque delle parodie. Ad ogni capitolo sono associati anche un colore, un'arte o una scienza e una parte del corpo. Joyce userà anche la tecnica del flusso di coscienza (tecnica utilizzata nella narrativa; consiste nella libera rappresentazione dei pensieri di una persona così come compaiono nella mente, prima di essere riorganizzati logicamente in frasi) e si servirà di molte allusioni e citazioni storiche e letterarie, combinando così la scrittura caleidoscopica con l'estrema formalità della trama.
La trama è molto semplice, racconta la giornata e i pensieri di un agente pubblicitario irlandese, Leopold Bloom, in giro per Dublino, della quale Joyce riesce a dare una precisa descrizione toponomastica e topografica, soffermandosi soprattutto sullo squallore e sulla monotonia della vita dublinese.
Tra i più grandi romanzi del Novecento, Ulisse è universalmente riconosciuto come uno dei maggiori contributi allo sviluppo del modernismo letterario.

### Finnegans Wake

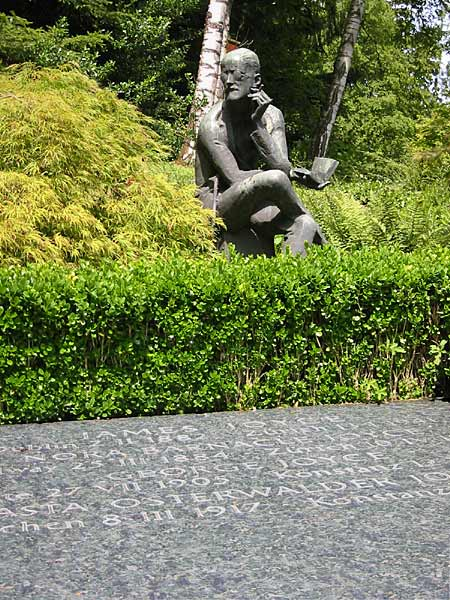
La tomba di James Joyce

Completato Ulisse Joyce era esausto e non scrisse neanche una riga di prosa per un anno. Nel marzo del 1923 iniziò la stesura di Work in Progress, prima a puntate nel periodico Transition e poi in volume il 4 maggio 1939 col titolo Finnegans Wake.
Il 10 marzo 1923 egli informò una sua sostenitrice, Harriet Weaver, con queste parole: «Ieri ho scritto due pagine, le prime dopo avere scritto l'ultimo "Sì" dell'"Ulisse". Con qualche difficoltà le ho ricopiate con una larga calligrafia su un doppio foglio protocollo, così da renderle leggibili. "Il lupo perde il pelo ma non il vizio" dicono gli Italiani, ovvero "Il leopardo non può cambiare le sue macchie", come diciamo noi». Così nacque un testo che divenne conosciuto, prima, come Work in Progress, e poi come Finnegans Wake.
Nel 1926 Joyce aveva completato le prime due parti del libro. In quell'anno, egli incontrò Eugene e Maria Jolas, che gli proposero di pubblicare a puntate il romanzo sulla loro rivista chiamata Transition. Negli anni successivi Joyce lavorò alacremente al nuovo libro, ma negli anni trenta cominciò a rallentare sensibilmente. Questo era dovuto a diversi fattori, inclusa la morte di suo padre, avvenuta nel 1931, oltre alla malattia mentale di sua figlia Lucia e ai suoi personali problemi di salute, tra cui l'indebolimento della vista. Molto del lavoro venne compiuto con l'assistenza di giovani ammiratori, tra cui Samuel Beckett. Per alcuni anni Joyce coltivò il bizzarro progetto di affidare il libro al suo amico James Stephens perché lo completasse, in considerazione del fatto che Stephens era nato nello stesso ospedale di Joyce esattamente una settimana più tardi, e condividevano entrambi lo stesso nome di Joyce e del suo alter ego letterario (questo è un esempio delle numerose cabale superstiziose di cui era vittima Joyce).
Le reazioni all'opera furono varie, compresi alcuni commenti negativi da parte dei primi sostenitori dell'opera di Joyce, come Ezra Pound e il fratello dell'autore, Stanislao Joyce. Per controbilanciare quest'accoglienza ostile, fu organizzata e pubblicata nel 1929 una raccolta di saggi da parte di alcuni sostenitori della nuova opera, tra cui Samuel Beckett, William Carlos Williams e altri. Alla festa per il suo 57º compleanno, Joyce rivelò il titolo finale dell'opera e così Finnegans Wake fu pubblicato in libro il 4 maggio 1939. In seguito, ulteriori commenti negativi emersero da parte del medico e scrittore Hervey Cleckley, che contestò il significato che altri avevano trovato nell'opera. Nel suo libro, intitolato La caricatura del buonsenso, Cleckley si riferisce a Finnegans Wake come «a una collezione di 628 pagine di sciocchezzaio erudito indistinguibile, per la maggior parte della gente, dalla familiare insalata di parole prodotta dai pazienti ebefrenici tra le corsie di qualsiasi ospedale pubblico».
Lo stile di Joyce, tra flusso di coscienza, allusioni letterarie e libere associazioni oniriche, fu spinto al limite in Finnegans Wake, che abbandonò ogni convenzione di intreccio e costruzione dei personaggi, utilizzando un linguaggio peculiare e oscuro, basato per lo più su complessi giochi di parole a molti livelli. Questo approccio è simile, ma in misura molto più accentuata, a quello usato da Lewis Carroll in Jabberwocky. Questo ha portato molti lettori e critici a definire le frequenti citazioni dell'Ulisse comprese nelle descrizioni della Veglia come il suo "inutilizzabile Libro Blu dell'Ecclesiaste", riferito alla stessa Veglia. Comunque sia, i critici sono stati in grado di individuare un nucleo del sistema dei personaggi e un intreccio generale.
Molti dei giochi di parole del libro derivano dall'uso di giochi multilinguistici che si basano su una vasta gamma di idiomi. Il ruolo giocato da Beckett e altri assistenti comprende l'azione di confrontare parole derivanti da questi linguaggi e raccoglierle su degli schedari da mettere a disposizione di Joyce e, dal momento che la vista peggiorò, di scrivere il testo sotto la dettatura dell'autore.
La visione della storia proposta in questo testo è fortemente influenzata da Giambattista Vico, e le visioni metafisiche di Giordano Bruno sono importanti ai fini della comprensione delle interazioni tra i "personaggi". Vico propone una visione ciclica della storia, nella quale la civiltà sorse dal caos, passò attraverso la fase teocratica, aristocratica e democratica, e quindi precipitò di nuovo nel caos. L'esempio più evidente dell'influenza della teoria ciclica della storia di Vico va cercato nelle parole di apertura e chiusura del libro. Finnegans Wake inizia con le parole: «corsa del fiume, passato di Eva e Adamo, dalla curva della riva all'ansa della baia, ci conduce attraverso un ampio vicolo di ricircolazione indietro al Perpetuo Castello degli Accerchiamenti» (dove "vicolo" è un gioco di parole su Vico) e finisce con «Lungo una lontana una sola un'ultima un'amata la». In altre parole, il libro termina con l'inizio di una frase e comincia con la fine della stessa, facendolo ruotare intorno a un grande perno circolare. In effetti Joyce disse che il lettore ideale della Veglia doveva soffrire di una "insonnia ideale" e, dopo aver terminato il libro, doveva tornare indietro alla prima pagina e ricominciare da capo, e così via, in un circolo di lettura senza fine.
Il romanzo è un'estremizzazione stilistica di Ulisse, anche qui troviamo il flusso di coscienza e le allusioni letterarie, ma l'utilizzo di ben quaranta lingue, la creazione di neologismi tramite la fusione di termini di lingue differenti e l'abbandono delle convenzioni della costruzione di una trama e dei personaggi (in un approccio simile a quello usato da Lewis Carroll in Jabberwocky) ne rendono difficile sia la lettura che la traduzione. Le critiche al romanzo furono aspre, anche da parte di Ezra Pound, che fino ad allora aveva sempre sostenuto il lavoro di Joyce.
Sotto un certo punto di vista può essere considerato una prosecuzione di Ulisse che, infatti, tratta del giorno e della vita di una città, mentre Finnegans Wake è la notte e la partecipazione alla logica del sogno. Da un punto di vista linguistico, invece, lo studioso joyciano Giulio De Angelis ha sottolineato come il germe dello stravolgimento operato in Finnegans Wake sia già presente e coltivato nella mini-epopea della lingua inglese portata in scena nel capitolo quattordicesimo di Ulisse: «Il poeta artefice deve cominciare col foggiarsi un nuovo strumento, la propria lingua, per esprimere il nuovo mondo che porta in sé, il suo individuale messaggio che deve e può esser detto solo con determinate parole. Non solo nuovi vocaboli, ma una nuova grammatica, una nuova sintassi. Insomma, la Veglia di Finnegan.»
La frase Three quarks for Muster Mark, presente nel romanzo, è all'origine del termine dato dal fisico Murray Gell-Mann ai quark, un tipo di particella subatomica. La stessa parola "quarks" è una contrazione dell'espressione "question marks" ("punti interrogativi").

## Eredità
L'opera dello scrittore irlandese ha avuto un'importante influenza su scrittori e studiosi come Samuel Beckett, Flann O'Brien, Máirtín Ó Cadhain, Salman Rushdie, Robert Anton Wilson e Joseph Campbell.
Alcuni scrittori espressero opinioni contrastanti sulle sue opere. Vladimir Nabokov e Jorge Luis Borges, ad esempio, sostennero che l'Ulisse fosse un'opera brillante, mentre Finnegans Wake orrenda. Il filosofo francese Jacques Derrida, che scrisse anche un libro sull'Ulisse, raccontò di un turista che gli chiese in una libreria a Tokyo quale tra tutti quei libri fosse quello definitivo e gli rispose che erano Ulisse e Finnegans Wake.
Secondo Oliver St John Gogarty, l’eterno amico-nemico, Finnegans Wake era solo “un colossale sgambetto”.
L'influenza di Joyce esce dal campo della letteratura. La frase “three quarks for muster mark” in Finnegans Wake è spesso considerata all'origine della parola “quark”, il nome di una particella elementare scoperta dal fisico Murray Gell-Mann. Lo psicoanalista francese Jacques Lacan, secondo il quale la scrittura ha tenuto Joyce lontano dalla psicosi, usa la scrittura di Joyce per spiegare il suo concetto di sintomo.
 Nel 1992 Umberto Eco, mentre sta lavorando sul Finnegans Wake, conia i finneghismi, delle invenzioni linguistiche che consistono nell'unione ironica di termini diversi (come oromogio = orologio che suona solo le ore tristi).
Significativo dello stile di Joyce è un aneddoto riportato da Stephen King: "Un giorno, andandolo a trovare, un amico lo avrebbe trovato riverso sullo scrittoio in un atteggiamento di profonda disperazione. «James, cos'è che non va?» avrebbe chiesto l'amico. «È il lavoro?». Joyce avrebbe assentito senza nemmeno sollevare la testa e guardare l'amico. Era naturalmente il lavoro; non lo era sempre? «Quante parole hai scritto oggi?» avrebbe domandato l'amico. E Joyce (sempre in preda alla disperazione, sempre con la faccia posata sulla scrivania): «Sette». «Sette? Ma, James, è ottimo per te!» «Sì» avrebbe risposto Joyce alzando finalmente la testa «Suppongo di sì, ma non so in che ordine vanno!».
La vita e le opere di Joyce vengono celebrate nel Bloomsday (il 16 giugno) sia a Dublino che in un numero sempre crescente di città nel mondo, e a Dedham, in Massachusetts, in cui si svolge una gara di dieci miglia in cui ogni miglio è dedicato a un'opera di Joyce.
Non tutti sono ansiosi di espandere gli studi su Joyce. Il nipote dello scrittore, l'unico beneficiario dell'eredità, ha distrutto gran parte della corrispondenza di suo nonno e minacciò di citare in giudizio chi tenesse letture pubbliche delle opere del nonno nel Bloomsday e bloccò l'adattamento delle opere bollandolo come inappropriato. Il 12 giugno 2006 Carol Shloss, professoressa della Stanford University, chiamò in giudizio Stephen per avere il permesso di usare materiale su Joyce e sua figlia nel suo sito.

## Opere

### Romanzi
- Ritratto dell'artista da giovane (A Portrait of the Artist as a Young Man, 1916)
- Ulisse (Ulysses, 1922)
- Finnegans Wake (1939)
- Stephen Hero (1944), postumo, a cura di Theodore Spencer, n. ed. 1963

### Racconti

#### Raccolte di racconti
Joyce pubblicò una sola raccolta di racconti, Gente di Dublino (Dubliners, 1914), comprendente i seguenti 15 racconti:
- Le sorelle (The Sisters)
- Un incontro (An Encounter)
- Arabia (Araby)
- Eveline
- Dopo la corsa (After the Race)
- I due galanti (Two Gallants)
- Pensione di famiglia (The Boarding House)
- Una piccola nube (A Little Cloud)
- Rivalsa, o Un'Ave Maria o Contropartita (Counterparts)
- Polvere, o Cenere (Clay)
- Un caso pietoso, o Un increscioso incidente (A Painful Case)
- Il giorno dell'edera (Ivy Day in the Committee Room)
- Una madre (A Mother)
- La grazia (Grace)
- I morti (The Dead)

#### Racconti non antologizzati
- Il gatto e il diavolo (1964[37]), racconto per bambini, postumo

### Raccolte di poesie
- Musica da camera (Chamber Music, 1907)
- Giacomo Joyce (1914), pubblicato postumo nel 1968
- Poesie da un soldo (Pomes Penyeach, 1927)
- Collected Poems (1936)

### Drammaturgie
- Esuli (Exiles), 1918, n. ed. 1951

### Opere non narrative
- Letters, Vol. 1, 1957, a cura di Stuart Gilbert, n. ed. 1966
- Critical Writings, 1959, a cura di Ellsworth Mason e Richard Ellmann
- Letters, Vol. 2, 1966, a cura di Richard Ellmann
- Letters, Vol. 3, 1966, a cura di Richard Ellmann
- Selected Letters, 1975, a cura di Richard Ellmann

## Curiosità
- Nel film del 2011 di Martin Scorsese Hugo Cabret, James Joyce è uno degli avventori del bar della stazione in cui si svolge il film.
- Nel brano del 2025 di Murubutu "Nora e James", il rapper canta del primo incontro di James Joyce e Nora Barnacle e del loro successivo matrimonio, che cambia radicalmente la vita di entrambi.